# Larry Ewing
Larry Ewing er en amerikansk softwareudvikler og grafisk designer, bedst kendt for at have skabt Tux, den ikoniske Linux-maskot. Tux er en pingvin, der symboliserer Linux-operativsystemet, og som blev introduceret i 1996. Ewing skabte designet i forbindelse med en konkurrence organiseret af Linus Torvalds og Linux-samfundet.

## Biografi
Larry Ewings tidlige liv og uddannelsesmæssige baggrund er ikke veldokumenteret i offentlige kilder. Han opnåede dog berømmelse gennem sit bidrag til Linux-miljøet. Ud over sit arbejde med Tux har Ewing arbejdet som udvikler på forskellige open source-projekter og bidraget til fri software-bevægelsen.

## Tux-maskotten
Tux blev skabt ved hjælp af det grafiske program GIMP, et gratis billedredigeringsværktøj, der ofte anvendes i open source-miljøer. Ewings design blev hurtigt en central del af Linux-samfundets visuelle identitet. Ifølge Ewing blev Tux designet med en afslappet og munter attitude, der symboliserer den tilgængelighed og fleksibilitet, som Linux tilbyder.

## Karriere og bidrag
Ud over Tux har Larry Ewing arbejdet på flere softwareprojekter, især relateret til open source. Han er kendt for sit engagement i udviklingen af fri og tilgængelig software og har bidraget til flere mindre kendte, men vigtige projekter inden for Linux-økosystemet.

## Betydning og arv
Tux er i dag en af de mest genkendelige symboler inden for teknologi og åben kildekode. Ewings arbejde har haft en varig indflydelse på Linux-samfundet og fri software-bevægelsen.